# Yose ben Yoezer
Yose Ben Joezer era un rabí de la primera època macabea, possiblement va ser un deixeble d'Antígon de Soko i un membre del grup ascètic conegut com els asideus. Pertanyia a una família sacerdotal.
Amb ell i amb Yose Ben Johanan de Jerusalem, el seu amic, comença el període conegut en la història jueva com el període dels zugot, que va acabar amb els savis Hilel i Xammai. Segons una antiga tradició, el primer membre dels zugot esmentats, ocupava el càrrec de Nasí (president) del Sanedrí, mentre que el segon zugot esmentat servia en qualitat de vicepresident del Sanedrí.
Yose pertanyia al partit dels asideus, i era un decidit adversari de l'hel·lenisme. Per evitar que els jueus s'establissin més enllà de Judea, va declarar impurs a tots els països pagans. Va declarar també que els utensilis de vidre eren impurs, probablement perquè es fabricaven a països pagans. En altres aspectes, no obstant això, era molt liberal, per haver pres tres decisions liberals sobre certes qüestions rituals.
La primera controvèrsia legal coneguda al Talmud va ser entre Yose ben Joezer i el seu amic Yose ben Johanan. Va sorgir sobre la qüestió de si la imposició de mans sobre els caps dels sacrificis estava permesa en els dies festius.
Yose ben Joezer es va distingir per la seva pietat, i era anomenat "el piadós del sacerdoci". Va declarar una gran veneració pels erudits. Yose estava probablement entre els seixanta homes pietosos que a instigació del summe sacerdot Alcimus, van ser crucificats pel general sirià Bàquides (Primer Llibre dels Macabeus 7.16).